# Can Falló
Can Falló és una masia que ha estat utilitzada com habitatge i convent de Maçanet de la Selva (Selva) inclosa a l'Inventari del Patrimoni Arquitectònic de Catalunya.

## Descripció
Edifici de planta rectangular i dues plantes situat dins el nucli però aïllat formant una illa de cases, amb estructures edificades adossades, camp de conreus i horta.
L'entrada està formada per uns murs amb pilars i ferro forjat. Ja dins, es veu el pou, la bassa, l'hort i el camp posterior. La teulada, encara que té dues aigües a laterals, no té el trencant d'aigües al mateix nivell, ja que fa un esglaó. La façana està decorada, a part d'un rellotge de sol, amb franges pintades i gravades sobre el ciment arrebossat de formes rectangulars, de color groguenc i taronjat, que recorren el marc de la façana i les obertures. La porta principal és una arcada de mig punt de dovelles de pedra amb marc interior rectangular i les finestres tenen els ampits monolítics. El lateral de la banda occidental té una porta secundària amb senzilles estructures d'obra de rajol i arrebossat per a sostenir una parra.
A la part nord hi ha annexos antics pallers i corts de bestiar.
A la part oriental, que dona a l'Avinguda Catalunya, encara són visibles els embigats de fusta que sobresurten sota la teulada.

## Història
Entre 1880 i 1900 fou la seu del col·legi privat de noies de Maçanet, a càrrec d'unes monges. El 1910 ho va comprar Antoni Planas.
Petites reformes interiors durant el segle xx.